# Active Layered Theatre Ballistic Missile Defence

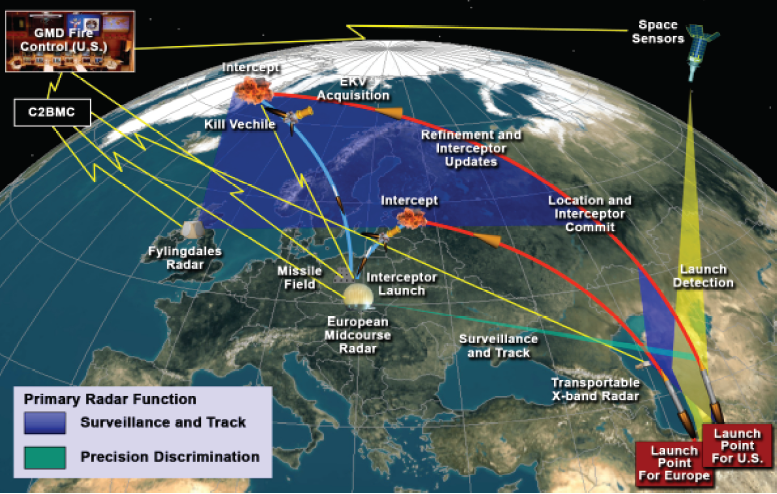
Von den USA geplantes europäisches Raketenabwehrprogramm

Active Layered Theatre Ballistic Missile Defence (ALTBMD) ist das seit September 2005 durch den Nordatlantikrat bezeichnete NATO-Programm zur Raketenabwehr in Europa und sieht dabei die Erfassung und Bekämpfung von gegnerischen Kurz- und Mittelstreckenraketen bis zu einer Reichweite von 3000 km vor. Es ähnelt dem US-amerikanischen Raketenabwehrprogramm National Missile Defense. Das ALTBMD-Programm wird aber ohne Ground-Based Interceptor-Raketen nicht über die Möglichkeit zur Abwehr von Interkontinentalraketen (ICBM) verfügen. 

## Aufgabe
Das ALTBMD soll nach dem Vorbild des nordamerikanischen National Missile Defense der USA als Raketenabwehrschirm für West- und Mittelosteuropa gegen begrenzte ballistische Raketenangriffe von Terroristen, so genannten Schurkenstaaten wie Iran und Libyen und vor versehentlich abgeschossenen Atomraketen schützen. Im (für Nordamerika gültigen) 'National Missile Defense Act of 1999' (etwa: Nationales Raketenverteidigungsgesetz) vom Januar 1999 heißt es: 

„... eine effektive Nationale Raketenverteidigung zu stationieren, die in der Lage ist, das Gebiet der Vereinigten Staaten gegen begrenzte ballistische Raketenangriffe (ob nun unbeabsichtigt, ungenehmigt oder vorsätzlich) zu verteidigen ...“

Als zuständige NATO-Behörde für das Abwehrprogramm ist die NATO Consultation, Command and Control Agency (NC3A) mit Sitz in Brüssel und Den Haag zuständig. Zu ihr gehört das Active Layered Theatre Ballistic Missile Defence Programme Office (ALTMBD PO), dessen erster Leiter Alessandro Pera wurde, vordem italienischer Brigadegeneral.

## Waffensysteme und Sensoren
Zu den bedeutenden Komponenten gehören unter anderem das seegestützte US-amerikanische Aegis Ballistic Missile Defense System (Aegis BMD) mit Abfangraketen vom Typ RIM-161 Standard Missile 3, das multinationale PAAMS (Principal Anti-Air Missile System) und die bodengestützten mobilen Abfangraketen vom Typ Terminal High Altitude Area Defense (THAAD). Zu den bedeutenden Sensoren zählen auch die mobilen Radarsysteme AN/TPY-2, AN/TPS-77 und RAT 31DL/M (DADR). Ergänzend soll das geplante multinationale Flugabwehrsystem Medium Extended Air Defense System (MEADS) mit der PAC-3 Missile Segment Enhancement (MSE) höherer Reichweite und der IRIS-T SL  kürzerer Reichweite zur Raketenabwehr eingesetzt werden.

## Geschichte

### Politische Einigung
Unmittelbar nach dem Ende des Kaukasuskrieges 2008 kam es zu einer Einigung zwischen den USA und Polen über die Stationierung von Abwehrraketen im Verbund mit dem geplanten Frühwarnradar bei Brdy in Tschechien. Geplant war zunächst die Stationierung von 10 US-amerikanischen Abfangraketen des Typs Ground-Based Interceptor (GBI) in Redzikowo bei Słupsk in Nordpolen.
In ihrem Strategischen Konzept beschlossen die Vertreter der NATO-Mitgliedstaaten auf ihrem Gipfel am 20. November 2010 in Lissabon die Ausweitung des geplanten Raketenschildes auf die Territorien und die Bevölkerung West- und Mittelosteuropas und bekräftigten den Wunsch nach einer Zusammenarbeit mit Russland auf der Basis von Gegenseitigkeit, maximaler Transparenz und gegenseitigem Vertrauen.
Am 2. Februar 2012 wurde der Aufbau des europäischen NATO-Raketenabwehrprogramms European Phased Adaptive Approach (EPAA) bekanntgegeben. Das Hauptquartier hierfür befindet sich auf der Ramstein Air Base in Deutschland, zugleich Stützpunkt des Allied Air Command Ramstein. Hierzu gehört auch die Extended Air Defence Task Force, an der neben den USA auch Deutschland und die Niederlande beteiligt sind. 

### Vorarbeiten und Umsetzung

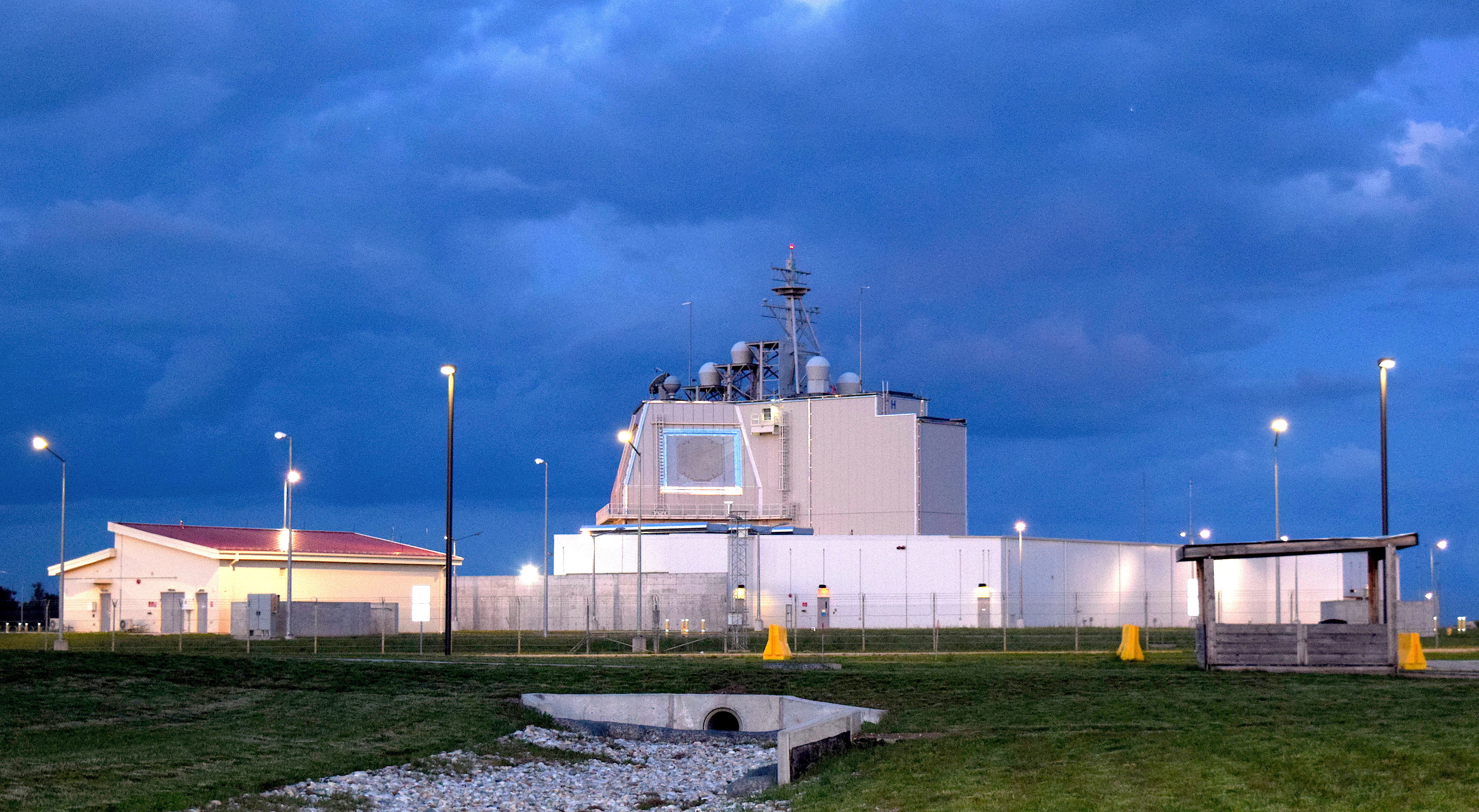
Das Aegis Ashore Missile Defense System in Deveselu (2019)

Am 18. September 2006 vergab die NATO einen ersten Auftrag an die US-amerikanische Science Applications International Corporation (SAIC) zur Entwicklung eines regionalen Raketenabwehrprogramms. An dem Rüstungskonsortium um SAIC beteiligt sind seitdem neben der US-amerikanischen Raytheon auch europäische Rüstungsunternehmen: Thales Group (Frankreich), IABG und Diehl BGT Defence (Deutschland), QinetiQ (Großbritannien), TNO (Niederlande), DATAMAT (Italien) und Airbus Defence and Space (früher EADS Astrium).
Am 20. September 2009 meldete der Londoner „Guardian“, Barack Obama wolle die bereits zu seinem Regierungsantritt angekündigte umfassende Revision der US-Nukleardoktrin verstärkt in Angriff nehmen. Nachdem die US-Regierung zu einer geänderten Einschätzung der iranischen Langstreckenkapazitäten und -fähigkeiten gelangt war, wird bei den Planungen der Einsatz von mobilen und modular einsetzbaren Abwehrsystemen favorisiert. Künftig sollen vornehmlich erprobte Abfangraketen und nur noch in Nordamerika (modernisierte) Langstreckenraketen eingesetzt werden, das Raketenabwehrsystem für Europa soll bis 2020 bzw. 2022 aufgebaut sein. Hinzu kommen entsprechend umgerüstete Zerstörer der Arleigh-Burke-Klasse, von denen 2014/2015 vier Exemplare in Rota eintrafen.
Am 31. Januar 2012 unterzeichneten die USA und Rumänien ein Verteidigungsabkommen, dass ab 2015 erlaubt, 24 SM-3-Abwehrraketen und bis zu 200 US-Soldaten auf dem Militärflugplatz Deveselu zu stationieren. Im Mai 2016 erklärte die NATO das erste bodenbasierte Abwehrelement in Europa im Rumänischen Deveselu für einsatzbereit. Die Anlage ist mit 24 Startzellen für bodengestützte SM-3-Abfangraketen ausgestattet. Das zweite oben erwähnte System in Słupsk-Redzikowo konnte nach einigen Verzögerungen erst am 13. November 2024 offiziell in Dienst gestellt werden. Die Änderungen bei Anzahl, Standorten und Typ der Abwehrraketen gegenüber der ursprünglichen Planung ergaben sich aus der revidierten Einschätzung zu den Fähigkeiten Irans und einer geforderten kürzeren Reaktionszeit. Beide Anlagen unterstehen dem Allied Air Command.

## Reaktionen Russlands
Obwohl die geplanten Anlagen ausdrücklich nicht gegen Russland gerichtet waren, drohte das Land wegen des von den USA in Polen und Tschechien geplanten Raketenabwehrschildes, Kurzstreckenraketen vom Typ Iskander (SS-26 Stone) in Kaliningrad aufzustellen. Der russische Präsident Dmitri Medwedew bot den USA in einem Interview an, auf eine Stationierung in Kaliningrad zu verzichten, wenn diese im Gegenzug von der Installation des Raketenabwehrsystems absehen.
Nachdem Präsident Barack Obama am 17. September 2009 den Verzicht der Vereinigten Staaten auf die Errichtung des Abwehrschilds in Polen und Tschechien erklärt hatte, wurde die Aufgabe der russischen Stationierungspläne in Kaliningrad erklärt. Nach dem Scheitern der Verhandlungen mit den USA bezüglich des europäischen Raketenschildes nahm Russland seine ursprünglichen Pläne allerdings wieder auf. Im Dezember 2013 war die Stationierung von Iskander-M-Systemen in Kaliningrad abgeschlossen. Im Wissen um die Entwicklungen nach 2013 erscheint der seinerzeitige russische Protest später in einem anderen Licht.
Der seinerzeit russische Ministerpräsident Wladimir Putin lobte den Verzicht des US-Präsidenten auf das bisherige US-Raketenabwehrprojekt in Mitteleuropa als „mutigen Schritt“, forderte aber weitergehende Schritte wie zum Beispiel die Aufhebung der Handelsschranken zwischen Russland und den USA. Barack Obama wies Bezichtigungen zurück, russischer Druck habe zu seiner Maßnahme geführt: „Die Russen treffen keine Entscheidung über das, was unsere Haltung in Verteidigungsfragen ist.“ Wenn es ein „Nebenprodukt“ sei, dass „sich die Russen weniger paranoid“ fühlten, sei das „eine Dreingabe“ [bonus], so Obama im US-Fernsehsender CBS. Der ehemalige polnische Staatspräsident Aleksander Kwaśniewski meinte, natürlich könne „man Obamas Entscheidung als Triumph der Russen betrachten.“ Es sei jedoch „keine Überraschung, dass die Amerikaner ihre Pläne geändert haben. Es war schon während der Wahlkampagne Obamas die Rede davon, dass die Bedrohungssituation, die technische Machbarkeit und die Kosten des Projektes überprüft werden müssen.“ Kwasniewski teilte jedoch die Sorge des ehemaligen tschechischen Premiers Mirek Topolánek, dass „die ganze Region für Washington an Gewicht verliere“. Im Gegensatz zu den teilweise euphorischen Reaktionen bei Medien wie Regierungen darauf gab sich der russische Militärexperte Leonid Grigorjewitsch Iwaschow skeptisch: „Die Position der USA in Bezug auf die Raketenabwehr in Europa hat sich nicht geändert“, zitierte ihn die RIA Nowosti. Was die Amerikaner als Zugeständnis bezeichneten, „ist in der Tat wieder eine Lüge“.
Dem damaligen russischen Präsidenten Dmitri Medwedew zufolge muss der Raketenschutzschild einen weltumspannenden Charakter haben statt von einzelnen Staaten isoliert aufgebaut zu werden. „Es handelt sich um globale Fragen“, erklärte Medwedew in einem CNN-Interview und verwies u. a. auf die Probleme im Nahen Osten sowie auf der Korea-Halbinsel. „Deshalb muss das Schutzsystem von globaler Dimension sein statt aus einer geringen Anzahl von Raketen zu bestehen, die nur unser Territorium erreichen können, ohne andere Gebiete abzudecken. Ich hoffe, dass unsere amerikanischen Partner dies erhört haben.“ Medwedew gab sich optimistisch, dass Moskau und Washington noch bis zum Jahreswechsel 2009/2010 einen neuen Vertrag über den Abbau der strategischen Nuklearwaffen (START) vereinbaren können. Gleichzeitig wandte er sich erneut gegen eine beschleunigte Einbindung jener Staaten in die NATO, die dazu noch nicht bereit seien, und schlug der Allianz vor, gemeinsame Institutionen zu entwickeln.

## Reaktionen des Irans
Irans Oberster Rechtsgelehrter Ali Chamene’i verurteilte am 20. September 2009 die Absichten der Regierung Obama, die westlichen Besorgnisse mit Blick auf das Nuklearprogramm des Iran seien „bloß ein Lügenmärchen der Vereinigten Staaten“. Demgegenüber kündigte wenig später der Vizekommandeur der IRGC Hossein Salami an, die Reichweite der Raketen seines Landes verlängern zu wollen, um Europa angreifen zu können.
In den USA sprachen sich zwei Senatoren (ein Republikaner und ein Demokrat) und ein ehemaliger General der US-Luftwaffe erneut nachdrücklich für eine harte Haltung gegenüber Teheran aus, die letztendlich auch eine militärische Option umfassen müsse.